# سیارک ۱۴۱۸
سیارک ۱۴۱۸ (به انگلیسی: 1418 Fayeta، نامگذاری:1903RG) هزار و چهارصد و هجدهمین سیارک کشف شده‌است که در ۲۲ سپتامبر ۱۹۰۳ و در هایدلبرگ کشف شد.
قدر مطلق سیارک برابر ۱۲٫۰۹ است.